# Cand.hort.arch.
Cand.hort.arch. – (latin: candidatus/candidata hortorum architecturæ), er betegnelsen for en person, der er indehaver af en kandidatgrad i landskabsarkitektur fra Københavns Universitet.